# Liphistius yangae
Liphistius yangae PLATNICK & SEDGWICK, 1984 è un ragno appartenente al genere Liphistius della famiglia Liphistiidae.
Il nome del genere deriva dalla radice prefissoide greca λιπ-, lip-, abbreviazione di λιπαρός, liparòs cioè unto, grasso, e dal sostantivo greco ἰστίον, istìon, cioè telo, velo, ad indicare la struttura della tela che costruisce intorno all'apertura del cunicolo.
Il nome proprio deriva dalla signora Yang Chang Man, collaboratrice scientifica della Zoological Reference Collection dell'Università Nazionale di Singapore, che conserva gli unici esemplari della specie esaminabili.

## Caratteristiche
Ragno primitivo appartenente al sottordine Mesothelae: non possiede ghiandole velenifere, ma i suoi cheliceri possono infliggere morsi piuttosto dolorosi
Le femmine di questa specie somigliano molto a quelle della L. bristowei, ne differiscono nell'avere il poreplate (area dei genitali femminili interni coperta da una zona priva di pori) di forma triangolare con un margine anteriore trasverso.
Il bodylenght (lunghezza del corpo senza le zampe), esclusi anche i cheliceri, è di 10,8 millimetri nelle femmine, dal colore giallo chiaro con strisce più scure lungo i margini anteriore e laterale. Il cefalotorace è più lungo che largo, circa 6,4 x 5,5 millimetri. I cheliceri, di colore arancione distalmente e giallo prossimalmente, hanno 12-13 denti, nelle femmine, al margine anteriore delle zanne. Le zampe hanno i femori gialli, con segmenti distali bruno-arancioni, senza anulazioni. L'opistosoma è anch'esso più lungo che largo, circa 5,1 x 3,9 millimetri, nelle femmine, è di colore giallo, con gli scleriti e le filiere arancione chiaro.
Nell'ambito del genere Liphistius si distinguono due gruppi principali per la morfologia dei genitali interni femminili. Il gruppo di cui fa parte questa specie ha il ricettacolo ventrale stretto e limitato alla parte centrale del poreplate, proprietà condivisa con L. birmanicus, L. lordae, L. trang, L. bristowei, L. langkawi, L. murphyorum, L. desultor e L. sumatranus.

## Comportamento
Costruiscono cunicoli nel terreno profondi fino a 60 centimetri e tengono chiuso l'ingresso del cunicolo con una porta-trappola piuttosto rudimentale. Intorno all'apertura tessono 7-8 fili molto sottili e appiccicaticci in modo da accorgersi se qualche preda si sta avvicinando e, approfittando dei momenti in cui vi è invischiata, balzano fuori e la catturano. Vivono molti anni anche in cattività.

## Distribuzione
Rinvenuta nella località di Kaki Bukit dello staterello di Perlis, nella Malaysia settentrionale.